# 乌文献
乌文献（？—？），又名乌子征、乌子珍，又作「吳子征」、「烏子貞」，蒙古族，卓索圖盟喀喇沁右翼旗（今內蒙古自治區喀喇沁旗）乃林他卜营子人。中国近代政治人物。

## 生平
乌文献幼年在喀喇沁王府崇正学堂读书，毕业后入热河中学。1919年五四运动后，进入北京师范大学读书，后在蒙藏学校任职，并加入了中国共产党。在校期间，曾回到喀喇沁王府建立和发展党组织，后被人告发，喀喇沁王下令逮捕，乌文献被迫又逃回北京。1925年10月，乌文献参加在张家口召开的第一次内蒙古人民革命党代表大会，当选为中央执行委员。1927年4月，乌文献参加在武汉召开的中国共产党第五次全国代表大会。8月，他又参加了内人党乌兰巴托特别会议，后留在蒙古人民共和国工作。留在蒙古後的情況不明。